# Stenopogon brevis
Stenopogon brevis är en tvåvingeart som beskrevs av Martin 1968. Stenopogon brevis ingår i släktet Stenopogon och familjen rovflugor. Inga underarter finns listade i Catalogue of Life.